# Ângelo (Fußballspieler)
Ângelo [ɐ̃ʒelo], mit vollem Namen Ângelo Gabriel Borges Damaceno und auch Ângelo Gabriel genannt (* 21. Dezember 2004 in Brasília), ist ein brasilianischer Fußballspieler, der beim Al-Nassr FC unter Vertrag steht.

## Karriere

### Verein
Der in der brasilianischen Hauptstadt Brasília geborene Ângelo Gabriel kam mit zehn Jahren in die Jugendakademie des FC Santos. Dort tat er sich früh als talentierter Spieler hervor und bereits mit 15 Jahren lief er für die U20-Mannschaft auf. Im Oktober 2020 wurde er in die erste Mannschaft von Cheftrainer Cuca beordert. Am 23. Oktober 2020 unterzeichnete er einen professionellen Vertrag bei den Peixe, der zu seinem 16. Geburtstag zwei Monate später in Kraft trat.
Zwei Tage später (18. Spieltag) stand er bei der 1:3-Auswärtsniederlage gegen Fluminense Rio de Janeiro bereits erstmals in einem Erstligaspiel auf dem Rasen, als er in der 60. Spielminute für Lucas Braga eingewechselt wurde. Damit wurde er mit 15 Jahren, 10 Monaten und 4 Tagen zum zweitjüngsten Spieler in der Vereinsgeschichte, der für Santos ein Ligaspiel bestritt. Vor sowie hinter ihm befinden sich in dieser Statistik mit Coutinho und Pelé zwei Vereinslegenden. In diesem Spieljahr 2020 sammelte er weitere acht Einsätze.
Am 9. März 2021 wurde er zum jüngsten Spieler in der Klubhistorie, der in der Copa Libertadores eingesetzt wurde. Beim 2:1-Heimsieg gegen den venezolanischen Vertreter Deportivo Lara stand er in der Startelf. Einen Monat später erzielte er beim 3:1-Heimsieg gegen den CA San Lorenzo de Almagro in diesem Wettbewerb sein erstes Profitor. Damit brach er den Jahrzehnte zurückliegenden Rekord von Juan Carlos Cárdenas als jüngster Torschütze in diesem Turnier.
Mitte Juli 2023 wechselte Ângelo in die Premier League zum FC Chelsea. Noch während der Vorbereitung wechselte er für die Saison 2023/24 auf Leihbasis in die französische Ligue 1 zu Racing Straßburg.

### Nationalmannschaft
Ângelo Gabriel war im Jahr 2019 stetiger Bestandteil der brasilianischen U15-Nationalmannschaft.
Mit der U-20-Auswahl Brasiliens konnte Ângelo am 12. Februar 2023 den Gewinn der U-20-Fußball-Südamerikameisterschaft 2023 feiern. Zu Einsätzen kam er in dem Turnier aber nicht.

## Erfolge
- U-20-Fußball-Südamerikameisterschaft: 2023